# WTA-toernooi van Florida
Het WTA-toernooi van Florida was een jaarlijks tennistoernooi voor vrouwen dat werd georganiseerd in wisselende plaatsen in Florida. De officiële naam van het toernooi was Virginia Slims of Florida.
Van 1988 t/m 1990 viel het onder de "Tier II"-categorie, in 1991 en 1992 onder de "Tier I"-categorie, en van 1993 t/m 1995 weer onder de "Tier II"-categorie. Er werd door 56 deelneemsters per jaar gestreden om de titel in het enkelspel, en door 28 paren om de dubbelspeltitel.

## Meervoudig winnaressen enkelspel
| speelster         | aantal titels | in de jaren           |
| ----------------- | ------------- | --------------------- |
| Steffi Graf       | 6             | 1987, 1989, 1992–1995 |
| Chris Evert       | 4             | 1977, 1984–1986       |
| Gabriela Sabatini | 3             | 1988, 1990, 1991      |

## Plaats van handeling
| 1972–1973 | Jacksonville       |
| 1974      | Pensacola          |
| 1977–1979 | Hollywood          |
| 1984      | Palm Beach Gardens |
| 1985–1986 | Key Biscayne       |
| 1987–1992 | Boca Raton         |
| 1993–1995 | Delray Beach       |

## Finales

### Enkelspel
| Datum      | Naam                              | Cat.          | ($)           | Ondergrond        | Winnares          | Verliezend finaliste    | Uitslag       |
| ---------- | --------------------------------- | ------------- | ------------- | ----------------- | ----------------- | ----------------------- | ------------- |
| 1972-04-04 | Virginia Slims of Jacksonville    |               | 18.000        | gravel, buiten    | Marie Neumannová  | Billie Jean King        | 6-4, 6-3      |
| 1973-04-16 | Virginia Slims of Jacksonville    |               | 25.000        | gravel, buiten    | Margaret Court    | Rosie Casals            | 5-7, 6-3, 6-1 |
| 1974-03-18 | Barnett Bank Classic of Pensacola |               | 3.000         | gravel, buiten    | Renáta Tomanová   | Jevgenia Birjoekova     | 4-6, 6-4, 6-1 |
| 1975–1976  | geen toernooi                     | geen toernooi | geen toernooi | geen toernooi     | geen toernooi     | geen toernooi           | geen toernooi |
| 1977-01-10 | Virginia Slims of Florida         |               | 100.000       | tapijt, binnen    | Chris Evert       | Margaret Court          | 6-3, 6-4      |
| 1978-01-09 | Virginia Slims of Florida         |               | 100.000       | tapijt, binnen    | Evonne Goolagong  | Wendy Turnbull          | 6-2, 6-3      |
| 1979-01-22 | Avon Championships of Florida     |               | 150.000       | tapijt, binnen    | Greer Stevens     | Dianne Fromholtz        | 6-4, 2-6, 6-4 |
| 1980–1983  | geen toernooi                     | geen toernooi | geen toernooi | geen toernooi     | geen toernooi     | geen toernooi           | geen toernooi |
| 1984-03-12 | Virginia Slims of Florida         |               | 150.000       | gravel, buiten    | Chris Evert       | Bonnie Gadusek          | 6-0, 6-1      |
| 1985-01-21 | Virginia Slims of Florida         |               | 150.000       | hardcourt, buiten | Chris Evert       | Martina Navrátilová     | 6-2, 6-4      |
| 1986-01-27 | Virginia Slims of Florida         |               | 250.000       | hardcourt, buiten | Chris Evert       | Steffi Graf             | 6-3, 6-1      |
| 1987-02-16 | Virginia Slims of Florida         |               | 250.000       | hardcourt, buiten | Steffi Graf       | Helena Suková           | 6-2, 6-3      |
| 1988-03-07 | Virginia Slims of Florida         | Tier II       | 300.000       | hardcourt, buiten | Gabriela Sabatini | Steffi Graf             | 2-6, 6-3, 6-1 |
| 1989-03-13 | Virginia Slims of Florida         | Tier II       | 300.000       | hardcourt, buiten | Steffi Graf       | Chris Evert             | 4-6, 6-2, 6-3 |
| 1990-03-05 | Virginia Slims of Florida         | Tier II       | 350.000       | hardcourt, buiten | Gabriela Sabatini | Jennifer Capriati       | 6-4, 7-5      |
| 1991-03-04 | Virginia Slims of Florida         | Tier I        | 500.000       | hardcourt, buiten | Gabriela Sabatini | Steffi Graf             | 6-4, 7-6      |
| 1992-03-02 | Virginia Slims of Florida         | Tier I        | 550.000       | hardcourt, buiten | Steffi Graf       | Conchita Martínez       | 3-6, 6-2, 6-0 |
| 1993-03-01 | Virginia Slims of Florida         | Tier II       | 375.000       | hardcourt, buiten | Steffi Graf       | Arantxa Sánchez Vicario | 6-4, 6-3      |
| 1994-02-28 | Virginia Slims of Florida         | Tier II       | 400.000       | hardcourt, buiten | Steffi Graf       | Arantxa Sánchez Vicario | 6-3, 7-5      |
| 1995-03-06 | Winter Championships              | Tier II       | 430.000       | hardcourt, buiten | Steffi Graf       | Conchita Martínez       | 6-2, 6-4      |

### Dubbelspel
| Datum      | Naam                              | Cat.          | ($)           | Ondergrond        | Winnaressen                          | Verliezend finalistes                | Uitslag       |
| ---------- | --------------------------------- | ------------- | ------------- | ----------------- | ------------------------------------ | ------------------------------------ | ------------- |
| 1972-04-04 | Virginia Slims of Jacksonville    |               | 18.000        | gravel, buiten    | Judy Dalton Karen Krantzcke          | Vicki Berner Billie Jean King        | 7-5, 6-1      |
| 1973-04-16 | Virginia Slims of Jacksonville    |               | 25.000        | gravel, buiten    | Rosie Casals Billie Jean King        | Françoise Dürr Betty Stöve           | 7-6, 5-7, 6-3 |
| 1974-03-18 | Barnett Bank Classic of Pensacola |               | 3.000         | gravel, buiten    | Patti Hogan Mimmi Wikstedt           | Miroslava Koželuhová Renáta Tomanová | 6-7, 6-4, 7-6 |
| 1975–1976  | geen toernooi                     | geen toernooi | geen toernooi | geen toernooi     | geen toernooi                        | geen toernooi                        | geen toernooi |
| 1977-01-10 | Virginia Slims of Florida         |               | 100.000       | tapijt, binnen    | Martina Navrátilová Betty Stöve      | Rosie Casals Chris Evert             | 6-4, 3-6, 6-4 |
| 1978-01-09 | Virginia Slims of Florida         |               | 100.000       | tapijt, binnen    | Rosie Casals Wendy Turnbull          | Françoise Dürr Virginia Wade         | 6-2, 6-4      |
| 1979-01-22 | Avon Championships of Florida     |               | 150.000       | tapijt, binnen    | Tracy Austin Betty Stöve             | Rosie Casals Wendy Turnbull          | 6-2, 2-6, 6-2 |
| 1980–1983  | geen toernooi                     | geen toernooi | geen toernooi | geen toernooi     | geen toernooi                        | geen toernooi                        | geen toernooi |
| 1984-03-12 | Virginia Slims of Florida         |               | 150.000       | gravel, buiten    | Betsy Nagelsen Anne White            | Rosalyn Fairbank Candy Reynolds      | 2-6, 6-2, 6-2 |
| 1985-01-21 | Virginia Slims of Florida         |               | 150.000       | hardcourt, buiten | Kathy Jordan Elizabeth Smylie        | Svetlana Tsjerneva Larisa Savtsjenko | 6-4, 7-6      |
| 1986-01-27 | Virginia Slims of Florida         |               | 250.000       | hardcourt, buiten | Kathy Jordan Elizabeth Smylie        | Betsy Nagelsen Barbara Potter        | 7-6, 2-6, 6-2 |
| 1987-02-16 | Virginia Slims of Florida         |               | 250.000       | hardcourt, buiten | Svetlana Tsjerneva Larisa Savtsjenko | Chris Evert Pam Shriver              | 6-0, 3-6, 6-2 |
| 1988-03-07 | Virginia Slims of Florida         | Tier II       | 300.000       | hardcourt, buiten | Katrina Adams Zina Garrison          | Claudia Kohde-Kilsch Helena Suková   | 4-6, 7-5, 6-4 |
| 1989-03-13 | Virginia Slims of Florida         | Tier II       | 300.000       | hardcourt, buiten | Jana Novotná Helena Suková           | Jo Durie Mary Joe Fernandez          | 6-4, 6-2      |
| 1990-03-05 | Virginia Slims of Florida         | Tier II       | 350.000       | hardcourt, buiten | Jana Novotná Helena Suková           | Elise Burgin Wendy Turnbull          | 6-4, 6-2      |
| 1991-03-04 | Virginia Slims of Florida         | Tier I        | 500.000       | hardcourt, buiten | Larisa Neiland Natallja Zverava      | Meredith McGrath Anne Smith          | 6-4, 7-6      |
| 1992-03-02 | Virginia Slims of Florida         | Tier I        | 550.000       | hardcourt, buiten | Larisa Neiland Natallja Zverava      | Linda Wild Conchita Martínez         | 6-2, 6-2      |
| 1993-03-01 | Virginia Slims of Florida         | Tier II       | 375.000       | hardcourt, buiten | Gigi Fernández Natallja Zverava      | Larisa Neiland Jana Novotná          | 6-2, 6-2      |
| 1994-02-28 | Virginia Slims of Florida         | Tier II       | 400.000       | hardcourt, buiten | Jana Novotná Arantxa Sánchez Vicario | Manon Bollegraf Helena Suková        | 6-2, 6-0      |
| 1995-03-06 | Winter Championships              | Tier II       | 430.000       | hardcourt, buiten | Mary Joe Fernandez Jana Novotná      | Lori McNeil Larisa Neiland           | 6-4, 6-0      |

## WTA-toernooi van Miami
In drie van de zeven plaatsen werd in andere jaren het WTA-toernooi van Miami gehouden:
| plaats       | WTA-toernooi van Florida | WTA-toernooi van Miami |
| ------------ | ------------------------ | ---------------------- |
| Key Biscayne | 1985, 1986               | 1987–heden             |
| Boca Raton   | 1987–1992                | 1986                   |
| Delray Beach | 1993–1995                | 1985                   |

ITF-toernooien (mannen en vrouwen)

ATP-toernooien (mannen) – ATP-seizoen 2025

WTA-toernooien (vrouwen) – WTA-seizoen 2025

Voormalige toernooien mannen
Voormalige toernooien vrouwen
Voormalige amateurtoernooien